# Walter Bénéteau
Walter Bénéteau (Essarts, 28 de julio de 1972-Bali, Indonesia, 11 de diciembre de 2022) fue un ciclista francés que fue profesional entre los años 2000 y 2006.

## Palmarés
1993 (como amateur)
- Gran Premio Cristal Energie

1996 (como amateur)
- Tour de Guadalupe

1997 (como amateur)
- Tour de Finisterre

2000
- Boucles de l'Aulne

2001
- 2.º en el Campeonato de Francia en Ruta

2003
- Boucles de l'Aulne

## Resultados en Grandes Vueltas y Campeonato del Mundo
Durante su carrera deportiva consiguió los siguientes puestos en las Grandes Vueltas y en los Campeonatos del Mundo en carretera:
| Carrera         | Carrera         | 2000 | 2001 | 2002  | 2003 | 2004  | 2005  | 2006  |
| --------------- | --------------- | ---- | ---- | ----- | ---- | ----- | ----- | ----- |
|                 | Giro de Italia  | —    | —    | —     | —    | —     | 105.º | —     |
|                 | Tour de Francia | 71.º | 42.º | 117.º | 59.º | 102.º | 68.º  | 109.º |
|                 | Vuelta a España | —    | —    | —     | —    | —     | —     | 101.º |
| Mundial en Ruta | Mundial en Ruta | Ab.  | —    | —     | —    | —     | —     | —     |

―: no participa
Ab.: abandono